# Ландау, Курт
Курт Ландау (нем. Kurt Landau, псевдоним Агрикола; 29 января 1903 — после 23 сентября 1937) — левый политический деятель и публицист, действовавший в Австрии, Германии и Испании.

## Биография
С 1921 года член Коммунистической партии Австрии, возглавлял ячейку в Веринге. Выступив против сталинизма, присоединился к троцкистскому движению — Международной левой оппозиции. В 1927 году исключён из КПА и пишет брошюру «Сущность и история анархо-коммунизма в Австрии». Член Ленинбунда с 1929 года, возглавлял «Веддингскую оппозицию» («группу Ландау»). Порвал с Левой оппозицией КПГ в 1931 году, создав группу «Искра».
В конце 1936 года прибыл с женой Катей Ландау в охваченную гражданской войной Испанию воевать за республиканцев в отрядах ПОУМ, но уже в июне 1937 года был вынужден скрываться от сталинистских репрессий в домах сторонников ПОУМ и НКТ. 23 сентября 1937 года был похищен и затем убит агентами НКВД. Катя Ландау также была похищена, но затем её выпустили из-за протестов международной общественности, в том числе Отто Бауэра и Фридриха Адлера.